# 十三勢
十三勢（じゅうさんせい）は、中国武術のひとつである太極拳の基本武功を表したもので、太極拳の8個の拳を打つ方向と、5つの歩行法、手・眼・体・歩行と心のあり方を説いたものである。十三勢は、武式太極拳の拳譜に記載されている。武式太極拳の創始者・武兎襄が楊式太極拳の套路に基づいて改編したものだとされたことから、今まで重要視されてこなかった。太極拳釋名（たいきょくけんしゃくめい）ともいい、楊式太極拳では「八門五歩」ともいう。
具体的には、掤（ほう）、捋（り）、擠（せい）、按（あん）、採（さい）、挒（れつ）、肘（ちゅう）、靠（こう）、進、退、顧、盼、定 の13であり、この中の「掤、捋、擠、按、採、挒、肘、靠」が八卦を表し、それぞれ「坎、離、震、兌、乾、坤、艮、巽」の四方斜めの方角にも対応している。
「進歩，退歩，左顧，右盼，中定」が五行を表し、それぞれ「水、火、木、金、土」に対応している。

## 八門五歩
楊式太極拳では「八門五歩」は、中国武術の伝統拳としての楊式太極拳の楊振鐸(永年楊氏四世)のもとに家伝として残され、楊澄甫の作と伝わる理論書『太極拳老譜三十二解』のひとつとされている。